# Бинерт, Катя
Катя Бинерт (нем. Katja Bienert; род. 1 сентября 1966, Западный Берлин) — немецкая актриса, работавшая с Хесусом Франко и Вальтером Боосом. Также занимается бизнесом и живописью, помимо этого является шоуменом, писательницей, ювелиром и певицей. Исполняла песни с Herb-Runge-Band и канадским певцом Иланом Грином. Имеет сына.

## Биография

### 1966—1990
Бабушка Кати Аннелиз управляла школой актёрского мастерства и танца в Вене, мать Эвелин занималась поэзией и пением, играла в кино и была первой немецкой женщиной-каскадером. Отец Кати преподавал экономику. Уже в возрасте 11 лет Катя была знакома с фотографами Джимом Рейкетом Лацом Старком и продюсером Карлом Спихсом. Впоследствии Катя захотела заняться актёрской карьерой. Но до этого позировала для эротических фотографий, что позволило стать немного известной и открыть дорогу к сотрудничеству с некоторыми компаниями, а также журналами Синема и Штерн.
Первым её фильмом стал фильм 1979 года Школьницы со станции Зоопарк Вальтера Бооса. Сняться в этом фильме Кате удалось благодаря своей матери Эвелин, которая организовала ей встречу с помощником продюсера Отто Ретцером в Берлине, а главный продюсер Карл Спихс взял её на главную роль без кастинга. В фильме ей приходится обнажать своё тело, в то время как ей было 11 лет во время съёмок фильма, хотя выглядела она на 16. Также Катю приглашали для съёмок в фильме Мы дети станции Зоо 1981 года режиссёра Ули Эделя, но когда студия-производитель узнала, что Катя уже имела опыт съёмок в фильме о первой любви и наркотиках, отказались от её кандидатуры.
В 1980 году Катя приняла участие в съёмках сериала Отчёт о школьницах 13, где она снялась в качестве религиозной греческой школьницы и появилась лишь в 13 серии. Сериал впоследствии стал культовым. В этом же году Катя начинает сотрудничать с культовым режиссёром Хесусом Франко, с которым повстречалась в Алаканте, где он снимал свой очередной фильм, и пригласил её сыграть в своём фильме. В 1983 году выходит фильм Алмазы Килиманджаро того же режиссёра, где Катя исполнила роль Лианы — своеобразного Тарзана в женском обличии. Съёмки проходили на Канарских островах в летний период, когда у Кати были школьные каникулы. В 1984 году выходит Лилиана – извращенная девственница, причисляемый некоторыми к первому испанскому порнофильму. Кате на момент съёмок было 17 или 18 лет и производители фильма рисковали попасть в тюрьму.

### 1990 — наши дни
В 1991 году Катя принимает участие в сериале Фантазии Красного Помпона (в стилистическом плане сериал совместил историческую тематику, эротику и комедию), режиссёром которого был Майкл Зенс, а одну из ролей исполнила Элизабет Волкманн. Сама же Катя исполнила роль любовницы мужа героини Элизабет Волкманн. Сериал был снят на студии Tempelhof, Oberlandstrasse, владельцем которой является Габриеле Вальтер. Для съёмок был специально построен замок-декорация, наняты известные актёры, а также первоклассный гримёр Хассо фон Хьюго, делавший грим для фильма Имя розы режиссёра Жан-Жака Анно. Однако сериал не приобрёл большой зрительской популярности.
Также в 90-х Катя получила предложение от Майкла Хака поработать со студией Gator Group, благодаря чему была задействована в сериале Несчастливый конец. Во время участия во этом сериале также состоялся режиссёрский дебют актрисы — комедийный фильм Полнолуние. В 2000 году последовала роль для фильма Дьявольское отродье режиссёра Андреаса Бетманна. Съёмки фильма проходили близ озера Гарда недалеко от Вероны.
В 2002 году Катя возвратилась к сотрудничеству с Франко и сыграла роль журналистки в его фильме Убийцы Барби против Дракулы.

## Театральная деятельность
Помимо участия в съёмках кинофильмов и телефильмов Катя работала и играла в театре. В частности играла вместе Клаусом Вильске.

## Литературная деятельность
В литературной сфере Катя занималась написанием статей для молодёжных журналов, которые редактировал Альфонс Шнарренбергер. Также писала сценарии, тексты для документальных фильмов и стихи.

## Фильмография
| Актриса | Актриса                           | Актриса                                                                        | Актриса                            |
| Год     | На русском языке                  | На языке оригинала                                                             | Роль                               |
| ------- | --------------------------------- | ------------------------------------------------------------------------------ | ---------------------------------- |
| 1974    | Деррик                            | Derrick                                                                        | Вера Эсслинг                       |
| 1979    | Школьницы со станции Зоопарк      | Die Schulmädchen vom Treffpunkt Zoo                                            | Петра                              |
| 1980    | Юджени: Подлинная история         | Eugenie (Historia de una perversión)                                           | Eugenie Tanner                     |
| 1980    | Отчёт о школьницах 13             | Vergiss beim Sex die Liebe nicht — Der neue Schulmächenreport 13. Teil         | Irina Anakupoulos                  |
| 1980    | Юджени                            | Eugenie                                                                        |                                    |
| 1980    |                                   | Fabian                                                                         | Strassennutte, в титрах не указана |
| 1981    |                                   | Kenn' ich, weiß ich, war ich schon!                                            | Blondy                             |
| 1981    | Линда                             | Linda                                                                          | Линад Норман                       |
| 1983    | Алмазы Килиманджаро               | El Tesoro de la diosa blanca                                                   | Диана                              |
| 1984    | Лилиан — извращённая девственница | Lilian (la virgen pervertida)                                                  | Лилиан                             |
| 1984    | Tod eines Schaustellers           |                                                                                |                                    |
| 1987    |                                   | Der Landarzt                                                                   | Марион                             |
| 1987    |                                   | El Lago de las vírgenes                                                        | Паула                              |
| 1993    |                                   | Geschichten aus der Heimat — Beziehungskisten/Teufelsbräute/Der Hundertjährige | Ханна                              |
| 1995    |                                   | Notaufnahme                                                                    |                                    |
| 1995    |                                   | Die Wadlbeißer von Traxlbach                                                   | Kerstin Ularczyk                   |
| 1998    |                                   | Unhappy End                                                                    | Барбара                            |
| 1999    |                                   | Federmann                                                                      | Женщина в кафе                     |
| 2000    | Дьявольское отродье               | Dämonenbrut                                                                    | Maria, Mistress of the Daemons     |
| 2002    | Убийцы Барби против Дракулы       | Killer Barbys vs. Dracula                                                      | Katja van Barenboim                |
| 2003    |                                   | VIP Lounge                                                                     | Wanda Maria Rose                   |
| 2004    |                                   | Herzlutschen                                                                   | Стюардесса                         |

- Мой Друг Пабло — документальный фильм (сценарист)
- Добрый день, Бенин! — документальный фильм (режиссёр)